# Heinrich Wallmann

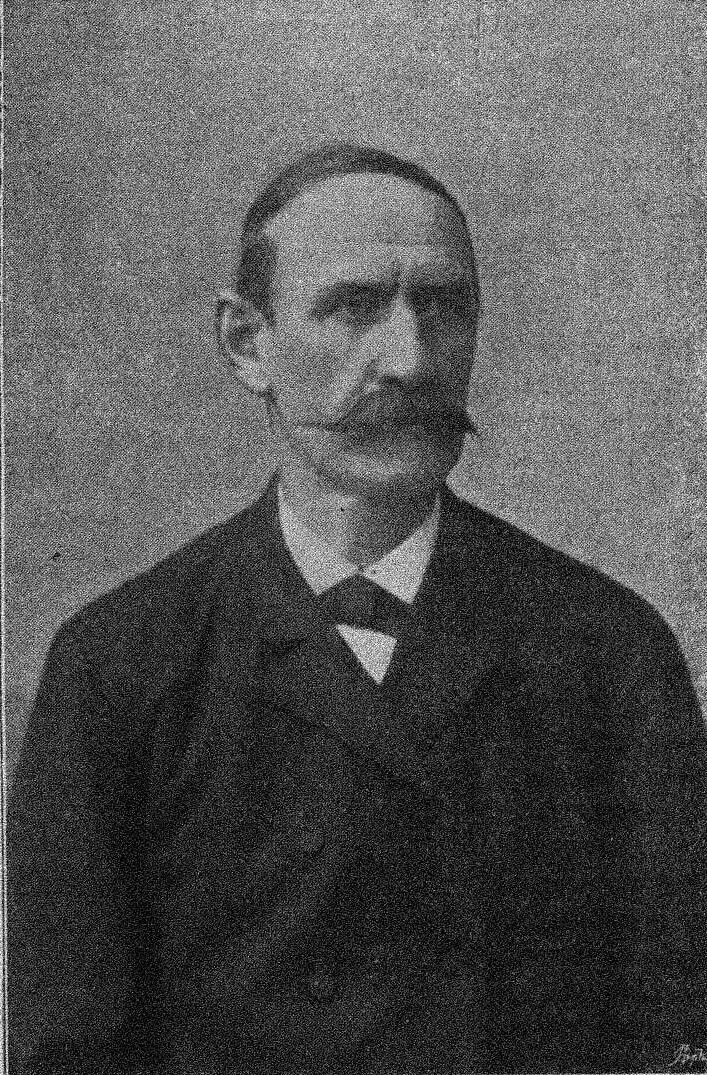
Heinrich Wallmann

Heinrich Wallmann (* 10. Juli 1827 in Mattsee; † 4. Juli 1898 in Wien) war ein österreichischer Mediziner und Militär.

## Leben
Bedingt durch die 1848er Revolution begann er sein Studium als akademischer Legionär in Prag. Im Jahr 1854 wurde er an der Universität Wien zum Doktor der Medizin promoviert. 1855 verpflichtete er sich für vier Jahre zum Militärdienst, welcher ihn über die Zeit an mehrere Kriegsschauplätze führte.
Nach einer Dozentur für Pathologische Anatomie, welche er wegen mangelnder Präsenz im Hörsaal verlor, war er von 1871 bis 1883 im Reichskriegsministerium tätig. Danach war er medizinischer Leiter des Garnisonsspitals in Budapest. 1887 ließ er sich in den Ruhestand versetzen.
Neben dem Arbeitsleben engagierte sich Wallmann mit dem befreundeten August Radnitzky (1810–1897), Stiftsverwalter vom Stift Mattsee, für die Entwicklung einer Sommerfrische. Seine populärwissenschaftlichen Publikationen befördern einen romantischen Blick auf die Landschaft und die Seen sowie deren Erholungswert für erschöpfte Städter.
Wallmann wurde am 9. Juli 1898 auf dem Ortsfriedhof in Mattsee beerdigt.

## Publikationen
- Gedanken über die Gründung von Seevereinen. Wien o. J.
- Die Heilquellen und Torfbäder des Herzogthums Salzburg. Wien 1862.
- Die Seen in den Alpen. In: Jahrbuch des Österreichischen Alpen-Vereines. Wien 1868.
- Mattsee und seine Umgebung. von Heinrich Wallmann, Wien 1871.
- Erzherzog Johann von Oesterreich. Der erlauchte Tourist und Alpenfreund. Wien 1882.
- Lyrik. unter dem Pseudonym Heinrich von der Mattig.